# Erioneuron avenaceum
Erioneuron avenaceum är en gräsart som först beskrevs av Humb., Bonpl. och Carl Sigismund Kunth, och fick sitt nu gällande namn av Tsuguo Tateoka. Erioneuron avenaceum ingår i släktet Erioneuron och familjen gräs.

## Underarter
Arten delas in i följande underarter:
- E. a. grandiflorum
- E. a. nealleyi